# Ignacio González King
Ignacio González King (ur. 23 marca 1980 w Buenos Aires) – argentyński tenisista.

## Kariera tenisowa
Karierę zawodową Ignacio González King rozpoczął w 1999 roku, a zakończył w 2005 roku.
W grze pojedynczej wygrał jeden turniej kategorii ATP Challenger Tour, w 2004 roku w Budaörs na nawierzchni ziemnej.
W grze podwójnej zwyciężył w ośmiu zawodach z cyklu ATP Challenger Tour. W turniejach rangi ATP World Tour osiągnął jeden finał, w lutym 2005 roku w Costa do Sauípe w parze z José Acasuso.
W rankingu gry pojedynczej Ignacio González King najwyżej był na 203. miejscu (28 lipca 2003), a w klasyfikacji gry podwójnej na 82. pozycji (25 kwietnia 2005).

### Finały w turniejach ATP World Tour
| Nazwa                         |
| ----------------------------- |
| Wielki Szlem                  |
| Igrzyska olimpijskie          |
| Tennis Masters Cup            |
| ATP Masters Series            |
| ATP International Series Gold |
| ATP International Series      |

#### Gra podwójna (0–1)
| Końcowy wynik | Nr | Data           | Turniej         | Nawierzchnia | Partner      | Przeciwnicy                  | Wynik finału |
| ------------- | -- | -------------- | --------------- | ------------ | ------------ | ---------------------------- | ------------ |
| Finalista     | 1. | 19 lutego 2005 | Costa do Sauípe | Ceglana      | José Acasuso | František Čermák Leoš Friedl | 4:6, 4:6     |